# 大衛·勞合·喬治
第一代德威弗爾的勞合-喬治伯爵大衛·勞合·喬治，OM，PC（英語：David Lloyd George, 1st Earl Lloyd-George of Dwyfor；1863年1月17日—1945年3月26日），英国自由党政治家，1926年至1931年间担任自由党党魁，並在1916年至1922年间兼任英国首相，领导战时内阁。
在担任公职期间，他引入多个改革，为现代福利国立下基石。劳合·乔治是最后一位自由党首相，但他的主要支持者并非自由党選民，却是保守党選民。自由党后来分裂，不再是一个主要的政党。十年后，他再度担任自由党党魁，却再无能力重返唐宁街10号。
劳合·乔治在第一次世界大战期间领导大英帝国击败德意志帝国及其盟友，这是他做过的事情当中，最为人所知的一件。他是巴黎和会的主要与会者之一。劳合·乔治是20世纪的自由主义的标志，被认为是福利国家的创始人。历史学家认为他是20世纪的英国首相中，对英国公众生活影响最大的一位，因为他在一次大战期间领导英国，在一次大战后重塑欧洲，在一次大战前引入社会福利制度。
有很多英国首相是訟務律師，但只有劳合·乔治是事務律師。他也是唯一一位拜相的威尔士人，也是唯一一位以英语为第二语言，以威尔士语为第一语言的英国首相。在MORI的一个调查中，劳合·乔治的评价在历届英国首相中位列第三。他入选2002年的调查最伟大的100名英国人，排名79。

## 早年
大衛·劳合·乔治生于英国曼彻斯特Chorlton-on-Medlock，他的祖先是威尔士人，他本身也說威尔士语，在威尔士的环境下长大。到目前为止，他是唯一一位曾经担任英国首相的威尔士政治家。他的父亲是威廉·乔治（William George），是一位教师，曾经在曼彻斯特等地任教。1863年3月，威廉回到乡下彭布罗克郡养病。回到彭布罗克郡后，威廉开始耕田，但在次年6月因为肺炎而病逝，得年44岁。他的母亲伊丽莎白·乔治（Elizabeth George）出售田地，把子女带回娘家卡那封郡Llanystumdwy，在Tŷ Newydd和她的兄弟理查德·劳合（Richard Lloyd）一起住。理查德是一个制鞋匠，同时是一个浸信会牧师，还是一个坚定的自由主义者。
劳合·乔治受教于当地的国教学校Llanystumdwy National School。后来，他家又为他请来家庭教师。劳合·乔治的舅父理查德对他影响很深，他的舅父鼓励他当律师、政治家。理查德对這位外甥的影响力是终生的，当他在1917年2月去世时，外甥早已拜相。外甥在自己的姓氏中，加上舅父姓氏，是为“劳合·乔治”，雖然通常写成“劳合·乔治”，但有时候也会写成“乔治”。劳合·乔治的童年，对他日后的事业，影响很深。他的童年过得十分拮据。然而，传记作家约翰·格里格，第二代奥特林厄姆男爵（John Grigg, 2nd Baron Altrincham）指出，劳合·乔治的童年过得并不差，而他的自信心，很大程度上源自他的舅父。

## 事務律師
劳合·乔治在Porthmadog的一间律师行做了一段时间的学徒后，在1884年，他通过考试，取得事務律師资格，在舅父的家的后厅开了一间律师行。律师行的生意很好，在附近的城镇开了分店，在1887年，他的兄弟威廉也入伙律师行。从此，劳合·乔治开始参与政治活动。
1885年大选期间，他受到约瑟夫·张伯伦的主张「未經批准計劃」吸引，为自由党拉票助选。选举结果是，无论是自由党还是保守党都没有取得多数席位，力量平衡取决于爱尔兰国会党。威廉·格莱斯顿宣布支持爱尔兰自治，争取爱尔兰国会党支持，但遭到约瑟夫·张伯伦的反对，张伯伦最后退出自由党，另组自由统一党。劳合·乔治不太确定自己的意向，没有即时决定支持哪一派。在地方的自由党俱乐部上，他决定支持张伯伦。劳合·乔治前往伯明翰，参加张伯伦的集会，但他计错时间，过早抵达伯明翰。后来，他说张伯伦的计划在1866年是正确的，在今天也是正确的，比起自由党官方的、辉格党式的主张，他更喜欢张伯伦的“未經批准計劃”。张伯伦的其他主张，如在威尔士进行土地改革，推行政教分离运动，化解民间怨气，也争取到劳合·乔治和其他威尔士政治家的支持。
1888年2月24日，劳合·乔治娶富家女玛格丽特·欧文（Margaret Owen）为妻。同年，他和其他威尔士政治家一起，创办每月出版的刊物自由号角（Udgorn Rhyddid），又在皇座法庭胜诉，为非聖公宗教徒争得在教堂墓地安葬的权益。在1880年安葬法（Burial Act 1880）通过后，非[聖公宗信徒早已享有在教堂墓地安葬的权利。但神职人员一直无视这个法令，继续阻止非[聖公宗信徒在教堂墓地安葬。劳合·乔治的胜利在威尔士广为流传，而他在自由号角中的文章，说服当地的自由党人，在1888年12月27日提名他为卡那封自由党国会议员候选人。
1889年，劳合·乔治入选卡那封郡郡议会（County Council）。他企图效仿爱尔兰国会党，创办一个威尔士民族党，并联合南北威尔士的自由主义组织。

## 议员
1890年4月13日，劳合·乔治在卡那封选区国会议员补选中胜出，成为下议院最年轻的议员。他加入来自威尔士的自由党人的团体。这个团体企图解散聖公宗威尔士教会，没收教会财产，推行禁酒运动，实现威尔士自治。劳合·乔治从此连任议员达55年之久，直到1945年获封为伯爵，升入上议院。
當時，下議院的後座議員并不受薪，所以，劳合·乔治要继续担任事務律師。他在伦敦开了一间律师行，叫Lloyd George and Co.，而他亦继续经营在Criccieth的律师行。1897年，Arthur Rhys Roberts（后为Official Solicitor）入伙劳合·乔治的律师行，律师行改名为Lloyd George, Roberts and Co.。
入选国会后不久，劳合·乔治就在英格兰、威尔士等地发表演说。其主题有地方议题，也有全国议题，如宗教教育。在接下来的十年里，他致力于解散威尔士教会，没收教会财产。劳合·乔治为多份自由派报章（如卫报）撰寫文章。1894年，地方自治草案又一次未获通过，格莱斯顿从此退休，离开政坛。来自威尔士的自由党人选举劳合·乔治为代表，要求威廉·哈考特（William Harcourt）在特定的威尔士议题上作出保证。如果哈考特不作出保证，他们采取独立行动。他们又要求羅斯伯里勋爵作出类似保证，遭到后者拒绝，劳合·乔治、大衛·阿爾弗雷德·托馬斯（David Alfred Thomas，后为郎达子爵）、赫伯特·刘易斯（Herbert Lewis，后为爵士）和弗朗西斯·爱德华兹（Francis Edwards，后为从男爵）四人在1892年4月14日发起一次“叛乱”。次月29日，四人接受羅斯伯里勋爵的保证，重新加入自由党。重新加入自由党后，劳合·乔治加入自由党后座议员的一个团体，叫年轻威尔士（Cymru Fydd），还想把它发展为一个类似于爱尔兰国会党的政党。1895年大选后，自由党遭到对手击败，他本人也受到一份威尔士报纸批评，劳合·乔治因此打消组建威尔士民族党的念头。
勞萊·喬治猛烈批評政府發動第二次波爾戰爭，在全國名噪一時。他的批評集中在兩點上，第一點是戰爭的目的：給予當地外籍人士選舉權，他說他不信這場戰爭和選舉權有任何聯繫，還說比起波爾共和國，英國更需要選舉權改革。第二點是戰爭的花費：軍費本應用在社會改革上。隨著戰事的發展，勞萊·喬治把火力轉移到英軍指揮官身上，批評他們未有善待集中營中的老弱婦孺。他又在伯明翰批評殖民地大臣約瑟夫·張伯倫的家族借機謀取暴利，因為由張伯倫的兄弟擔任董事长的Kynoch Ltd的軍火價格最高，卻獲得陸軍部採用。勞萊·喬治隨後受到當地暴民包圍，最後在警察的掩護下秘密離開。自由黨在戰爭期間，四分五裂，支持戰爭的自由黨人，如H·H·阿斯奎斯、理查德·霍尔丹組建自由黨帝國聯盟（Liberal Imperial League）。
勞萊·喬治又開始批評政府推行的教育法令，這個法令給與郡議會資金，贊助國教會的學校。之前四分五裂的自由黨人因此團結起來，他成功修改法令，禁止郡議會贊助校舍狀態不良的國教會學校。教育法令在威爾斯名存實亡 - 郡議會想方設法，證明國教會校舍狀態不良，不得接受贊助，以達到抑制國教會學校的目的。勞萊·喬治在政壇的聲望進一步提高，有望入選內閣。

## 大臣

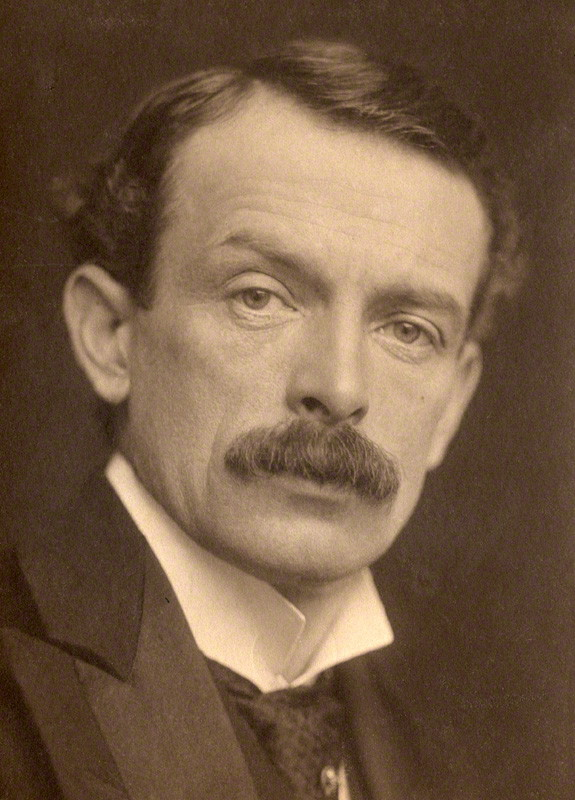
大卫·劳合·乔治影像，摄于1908年。

1906年，劳合·乔治，进入亨利·甘貝爾-班納曼爵士的内阁，担任贸易委员会主席。担任主席期间，他引入多条法例，有关多个领域，如航运、公司、铁路，但他在任期间的主要成就是阻止铁路工会发动全国性罢工。公会企图撕毁先前达成的协议，发动全国性罢工，而铁路公司又不承认公会。劳合·乔治说服各间公司，让他们重新回到谈判桌。就算劳资双方未能单独达成共识，还有中央委员会协调他们之间的关系。这是劳合·乔治的事业的第一个高峰，受到德皇威廉二世赞扬。他的喜悦很快消散了 - 两个星期后，他的女儿梅尔（Mair）因阑尾炎而病逝。
甘貝爾-班納曼逝世后，阿斯奎斯继任为首相，而劳合·乔治则开始担任财政大臣，直到在1915年拜相。在担任财政大臣期间，他仍然处理贸易委员会的事务，比如立法建立公共信托（Public trust）伦敦港管理局（Port of London Authority），管理伦敦港（Port of London），进行酒牌法（Alcohol licensing law）改革。1908年，劳合·乔治首次发难，要求首相裁减海军，因为在两年前的大选中，自由党曾经向选民承诺，裁减军费。他向第一海军大臣雷金纳德·麦克纳写信，里面写道：“我们在大选期间承诺裁减由上一任政府制造出来的庞大军费。”

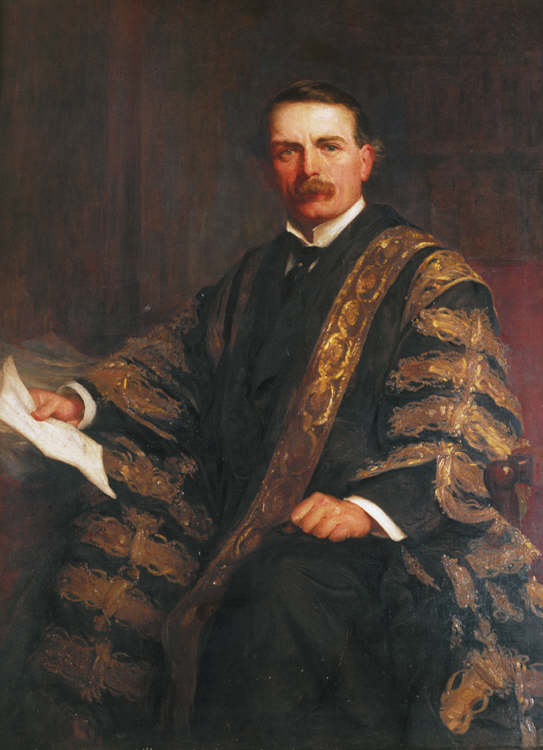
大卫·劳合·乔治画像，由克里斯托弗·威廉斯绘于1911年。

劳合·乔治提出把无畏舰数量由六艘减至四艘。他的方案获得政府接纳，却遭到保守党和第一海务大臣海军元帅约翰·阿巴斯诺特·费舍尔爵士反对，他们发起一个运动，口号是“我们要八条无畏舰，不要再等”。最后，劳合·乔治的建议遭到其他阁员反对，最终无法实现。政府采纳费舍尔爵士的建议，加建无畏舰。劳合·乔治后来说，这是英德军备竞赛的转折点，是第一次世界大战的起因之一。

### 预算
虽然，老年退休金已经由上一任财政大臣引入，但是，劳合·乔治还是引入其他福利改革，如长期病患者津贴。这些改革，被广泛地称为“自由党福利改革”（Liberal welfare reforms）。
1909年，劳合·乔治发表他著名的演说，主张加重对奢饰品、酒精、烟草、收入、土地的課稅，然后把税金用在福利计划和兴建新战舰的用途上，全国的地主对此感到十分愤怒。劳合·乔治在下议院巧妙地回应保守党人对“人民预算”的批评。他又在莱姆豪斯发表一个演说，批评保守党人和富裕阶层，反响不俗。下议院通过预算，但是，保守党人较多的上议院阻拦了它。1910年大选后，预算终于获得上议院通过。随后，劳合·乔治极力支持的1911年國會法令和爱尔兰自治法令也成功在两院通过，从此，上议院的否决权受到极大限制。

### 丑闻
1913年，劳合·乔治和檢察總長魯弗斯·艾薩克斯卷入马可尼丑闻（Marconi scandal）。事件中，两人被懷疑收受马可尼公司的利益（股份），影响招标过程，使得公司中标。劳合·乔治在下议院否认拥有“那间公司”的股份，但这只是部分的真相，事实上，他在马可尼公司在美国的姊妹公司中拥有股份。如果事件的真相在当时泄露，会给劳合·乔治的政治前途带来极大的负面影响。事件掀起贪污浪潮，各种腐败行为纷纷出现（如出售勋衔），浪潮一直持续到劳合·乔治拜相之时。

### 法令
國教聖公宗在威尔士的影响力不再如往日般大 - 威尔士大部分地区的民众都倾向于当地的新教教派（特别是循道宗）。劳合·乔治在引入1914年威尔士教会法令（Welsh Church Act 1914）时，担当辅助角色。法令为威尔士带来政教分离和世俗化。而移除根据法令建立的威尔士教会的六个主教在上议院的职位和剥夺教会财产两事，要等到1920年才能实现。

### 大戰
劳合·乔治在1911年的第二次摩洛哥危机爆发前，一直是反战人士。事件发生后，他发表一个演说，批评德国人的行为。在一战爆发时，他认为，奋起战斗的不应只有比利时人这种小国人民，英国人也应该拿起武器战斗。
战争进行一年，劳合·乔治还在担任财政大臣。1915年5月，内阁重组，他获任为军需大臣，负责新成立的部门，解决弹药短缺的问题。劳合·乔治担任这个职位，十分成功，但他本人却对战争的进展非常不满，他主张进攻德国的盟友，除掉德国的支撑者。劳合·乔治要求派遣大量远征军到希腊作战，还要求以机枪装备罗马尼亚军队。他因此和“粗暴无礼”的陆军上将威廉·罗伯逊（General William Robertson）发生矛盾，后者“难以掩饰自己对劳合·乔治的军事意见的鄙视”，当他人作出建议时，他总是以“我已经听取不同意见”这句话打发他人。1915年末，劳合·乔治成为全面征兵的坚定支持者，协助1916年征兵法令的通过。他说服陆军大臣基奇纳伯爵，让他组建一支威尔士部队，但不要区分军中的牧师。
1916年6月，劳合·乔治接替在前往俄国途中遇溺身亡的基奇纳伯爵为陆军大臣。英军的战略，大部分都为罗伯逊将军所操纵，只有很小一部分为他所操纵。劳合·乔治靠任命艾瑞克·格迪斯爵士（Sir Eric Geddes）为少将，获得法国战线后方军用铁路的控制权。首相H·H·阿斯奎斯计划不善，协调不力，不少高级官员都对他产生不满情绪，1916年12月，他被迫辞职，首相一职由劳合·乔治顶替。人们都希望新首相能以更进取的方式进行战争。杂志笨拙（Punch）当时登出一幅讽刺漫画，画中他是一位管弦乐团指挥家，而乐团正在演奏的是“1917年序曲”。

## 首相

### 戰時
随着阿斯奎斯倒台，自由党内部分成两派：一派仍然支持阿斯奎斯，另一派则支持组成联合政府。劳合·乔治因为受到保守党及联合统一党人支持，所以招来不少批评。他在回忆录“War Memoirs”里，把阿斯奎斯拿来和自己比较：
|  | 大战期间的英国首席大臣，必须具备某些特质……比如说，他必须充满勇气、沉着稳定、具备判断力。阿斯奎斯先生具备这些特质。但是，一个战时大臣还要有远见、想象力、主动性，他必须展现出不知疲倦的工作态度，必须监视、监察战争活动的每一个领域，必须有推动这项活动的动力，必须咨询专家、官方及非官方的意见，正如他必须合理利用国家资源，配合其他协约国，达成胜利这个目标一樣。如果一个天才的大战指挥者具备这些特质，一个理想的战时大臣就出现了。 |

1916年12月之后，劳合·乔治的支持主要来自保守党，在出版界主要来自于諾思克利夫勋爵。在战时内阁的五个成员中，有三个成员来自保守党，他们分别是：枢密院议长及上议院领袖寇松勋爵，财政大臣及下议院领袖安德魯·博納·勞，不管部大臣米尔纳勋爵。内阁阁员还包括工党党员阿瑟·亨德森。
劳合·乔治极力削弱手下将军的权力，为此，他企图将驻法英军的指挥权交给法国将军罗贝尔·尼韦勒。法国总理阿里斯蒂德·白里安和尼韦勒本人在英国政府召开内阁会议，准备转移驻法英军的指挥权前，已经提前得知此事。陆军大臣德比勋爵、罗伯逊和黑格三人都没有获邀参加这次会议。他们也没有在内阁会议结束后，立即通知乔治五世。这是担心英皇会反对转移驻法英军指挥权。德比勋爵得知此事后，威胁劳合·乔治，要他收回成命，否则他就辞去职务。后来，此事逐渐淡化，但劳合·乔治与高级将领之间的关系，因此事受到极大的、永远的伤害。罗伯逊在给黑格的信中写到，劳合·乔治是「一个可怕骗子”，缺乏担任首相所必须的诚信，误导整个内阁，把这个决定说成是法国人出的主意。
1917年，戰爭政策委員會（War Policy Committee）成立，並於同日召開第一次會議。與會者有：勞萊·喬治，米爾納，寇松，勞與罗伯逊。委員會的秘書是莫里斯·漢基爵士。在1917年10月11日，委員會召開最後一次會議，會上，勞萊·喬治批准軍方繼續帕森达勒战役。同年12月，他對C·P·斯科特（C.P. Scott）說：“如果人們瞭解情況，戰爭在明日就會停止。當然，他們不瞭解情況，也不能瞭解情況。”
几乎所有体格适宜的男子都被征召入伍，一千万体能合格的男子中，有六百万人加入军队。当中有七十五万人阵亡，一百七十万人受伤，大部分都是未婚男子，但是，还是有十六万女性失去丈夫，三十万儿童失去父亲。
劳合·乔治所建的组织，随着第二次世界大战的爆发，又再重新建立。正如比弗布鲁克勋爵所言：“这里没有路标指引劳合·乔治。”
劳合·乔治出任首相后，下令进攻奥斯曼帝国，征服巴勒斯坦。时任外交大臣、保守党前领䄂贝尔福在1917年发表著名的贝尔福宣言，“贊成猶太人在巴勒斯坦建立一個民族之家”。劳合·乔治在宣言的发表中扮演重要角色。

### 战后

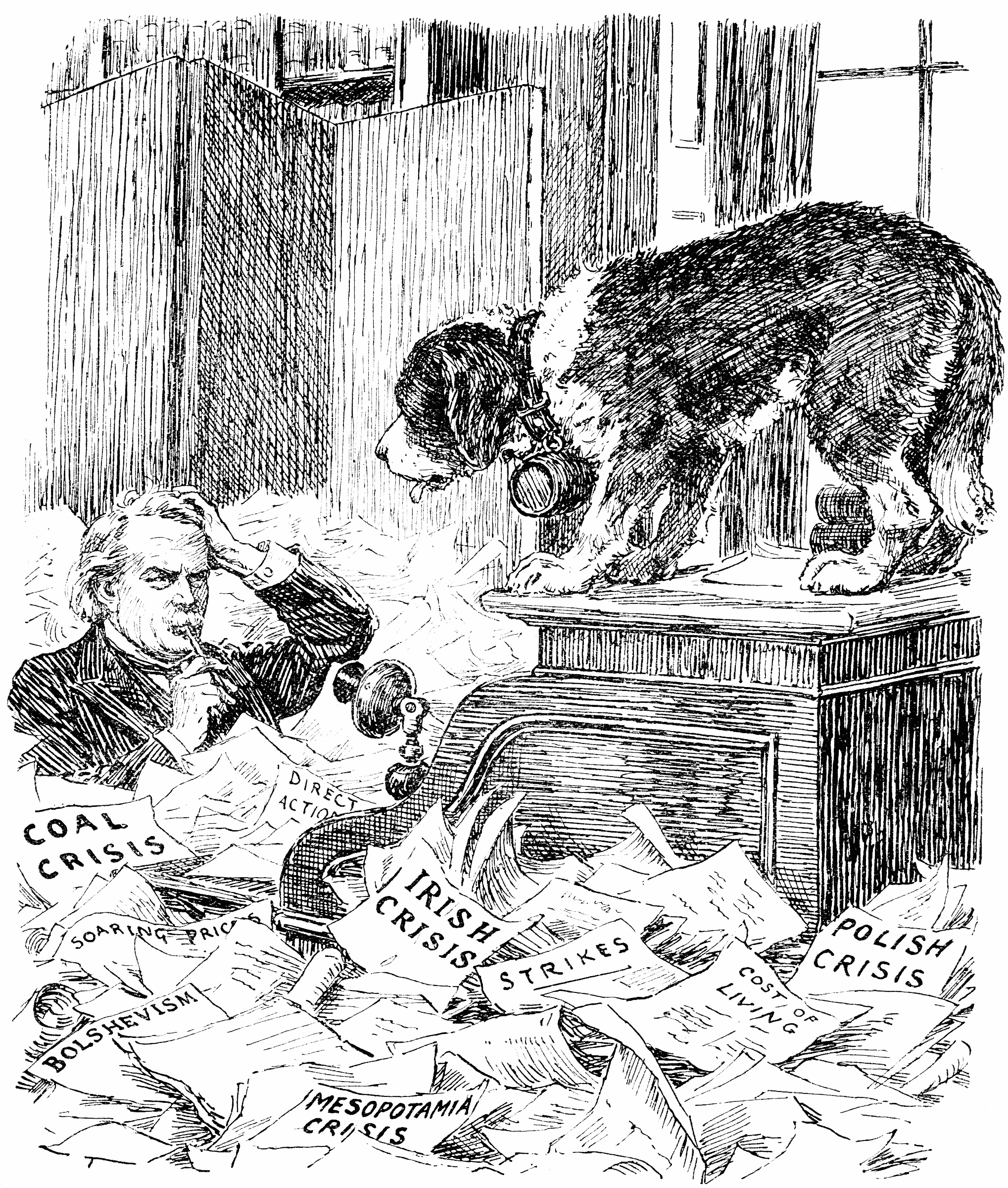
1920年9月15日笨拙杂志讽刺漫画：雪淹。聖伯納犬对主人劳合·乔治说：“你现时的情况激发我的先天本能，你要我来救你吗？”（在离开瑞士前，劳合·乔治买了一只聖伯納犬）

劳合·乔治的声望在大战末期达到顶点，一个重要的保守党人说：“他随时能做终身獨裁者。”在1918年大选中，劳合·乔治宣布，英国必须有土地“给英雄居住”。虽然“榨干德国柠檬”那段话并不是他说的（是艾瑞克·格迪斯爵士说的），但是，他还是表示要德国赔偿各国在大战中的所有损失，包括养老金。劳合·乔治在布里斯托尔说德国工业“有很长的路要走。”，又表示英国经历大战后，国库空虚，需要用德国的赔款的充盈国库。大选接近后，他提出政纲：
1. 审讯德皇威廉二世；
2. 判处战犯；
3. 英国是英国人的，无论是社会方面还是工业方面；
4. 为大战期间受伤的军人提供康复服务；
5. 为所有人提供一个更快乐的国家。[12]

最终，劳合·乔治的“国民自由党”内阁大获全胜，在下院707个席位中，赢得525个席位。然而，当中有超过三分之二席位由保守党把持。H·H·阿斯奎斯的“独立自由党”遭遇大败，在下院中只剩下33个席位，被工党超过。H·H·阿斯奎斯自己也失掉席位，后来参加补选，才能再次进入下院议事，在此期间，独立自由党由鲜为人知的唐纳德·麦克莱恩统领。

#### 和会
劳合·乔治代表英国参与巴黎和会，会上，他与法国总理乔治·克列孟梭、美国总统伍德罗·威尔逊、意大利首相维托里奥·奥兰多等人发生冲突。劳合·乔治主张在政治上和经济上惩罚毁灭欧洲的德国，但不想完全摧毁德国的经济及政治系统——这和克列孟梭的意愿正好相反。在此期间，他说了一句令人印象深刻的话：“我想我坐在耶稣基督（威尔逊）和拿破仑（克列孟梭）之间。”经济学家梅纳德·凯恩斯在“和平的经济后果”一书里面，批评劳合·乔治在赔款问题上的立场。在波兰问题是，他的态度充满争议。人们相信，他从布尔什维克手里挽救了波兰。另一方面，在1919年-1920年间，他对于波兰问题的观点似乎波兰是“制造问题的孩子”。

#### 改革
大战过后，劳合·乔治又引入一批社会改革。1918年教育法令使得学生离校年龄提升至14岁，增加教育委员会（Board of Education）的权力和责任，同时增加委员会的资金。又为14岁至16岁青少年设立走读进修学校，他们“有可能每个星期都被迫到学校进修一天”。1919年房屋及城镇规划法令（Housing and Town Planning Act 1919）资助地方政府兴建房屋，总共有170,000座房屋因此落成。这是一个标志性的举措，正如A·J·P·泰勒所言：“建立了原则，房屋是一项社会服务”。私人企业在政府的资助下，兴建30,000座房屋。
1920年失業者保險法令（Unemployment Insurance Act 1920）為一千一百萬勞工提供國家保險（National insurance）。這也是一個革命性的舉措，因為它把失業保險範圍擴展到幾乎每一個勞工身上。法令使得四分之三英国劳工受惠。在教育方面，教师的薪酬在1921年得到标准化。农业方面，政府坚持延续战时的农业劳工的最低工资，政府还承诺，维持农产品的价格不变。1919年性別取消資格（移除）法令（The Sex Disqualification Removal Act of 1919）容许女性参选国会议员，而1920年租金法令（Rent Act of 1920）则禁止屋主大幅度加租，保障劳工权益。
1920年盲人法令（1920 Blind Persons Act），补贴失业、薪酬低的盲人。租金控制一直延续到战后，政府又为失业军人、平民设立“失业捐献”。1920年国民健康保险法令（1920 National Health Insurance Act）增加保险赔偿金额，又进一步扩大受益人群。退休金的上限提升三分之二，外国人与其配偶只要在英国住满十年，即可获得退休金。过往对退休金领取者的一些资格限制，都被废除。盲人更是达到五十岁就可以领取退休金。
老人退休金被政府增加一倍。政府又促进退伍军人重新就业，建立委员会仲裁劳资纠纷。1919年，政府建立卫生部，对公共卫生作出巨大贡献。1920年农业法令（Agricultural Act of 1920）保障佃农在租金方面的权益，而1921年失业工人家属法令（Unemployed Workers' Dependants Act of 1921）则向失业工人的家属提供资金援助。女性、年轻人及儿童雇佣法令（Employment of Women, Young Persons and Children Act）禁止铁路、运输、建筑、制造、采矿行业雇佣还在接受强迫教育的年轻人。法令同时禁止船只雇佣儿童充当船员。
战后联合政府在社会改革方面的成果不俗，根据历史学家肯尼斯·O·摩根（Kenneth O. Morgan）的说法，这届政府在这方面的成就，比起以往任何一届政府在这方面的成就，都要大。然而，不少改革后来都被取消了。在称为“格迪斯之斧”的事件中，政府裁减七千六百万的公共开支。

#### 爱尔兰
战后，劳合·乔治逐渐感受到与保守党人合作的压力。1917年，他建立一个委员会，企图解决爱尔兰自治问题。次年，他却做出一个令情况恶化的决定 - 扩大在爱尔兰的征兵规模。老的爱尔兰国会党在危机后为新的新芬党所取代，后者马上宣布爱尔兰独立。在英爱战争期间，英国政府引入1920年爱尔兰政府法令，建立北爱尔兰。次年，随着北爱尔兰的建立，英爱双方签订英爱条约结束战争，建立爱尔兰自由邦。

#### 倒台
劳合·乔治的联合政府中间，很快出现裂缝。自由统一党内的传统势力无意引入社会改革，执政党派因此互相斗争三年。不少保守党人都不满劳合·乔治承认爱尔兰的独立地位，建立爱尔兰自由邦，又推进印度自治。同时，英国经济衰退，国内爆发多场罢工，打击他的威信。两者结合起来，日后使得政府倒台。1922年6月，保守党人得到劳合·乔治贪污的证据，并指责他为金钱出卖爵士爵位、贵族爵位和OBE勋衔。保守党人担心劳合·乔治会把贪污得来的金钱用在创建一个成员包括自由党、保守党温和派的新党上。此后，保守党人通过一个法令，禁止出卖各式荣誉。保守党人又批评他不负担任何行政责任，从不参与内阁会议，打压多个政府部门。
联合政府仍未走到末路。1922年9月，恰納卡萊危机（Chanak Crisis）爆发，劳合·乔治在事件中的作为备受批评。次月，保守党党魁奥斯丁·张伯伦决定在卡尔顿俱乐部（Carlton Club）召开会议，商讨保守党在大选对联合政府的取态。最终，他们以187票对87票决定退出联合政府。其中，元老贝尔福伯爵和党魁奥斯丁·张伯伦认为保守党应该继续留在政府内，而前党魁安德魯·博納·勞则认为保守党应该退出联合政府，还说劳合·乔治的心脏不会随着政府的瓦解而受到打击。会上，贸易委员会主席斯坦利·鲍德温猛烈批评劳合·乔治，称他为破坏保守党的“活跃力量”。鲍德温与不少进步的保守党人都在道德上、根本上反对劳合·乔治与其支持者。会上保守党人还决定，他们要在下届大选孤军作战。

## 晚年

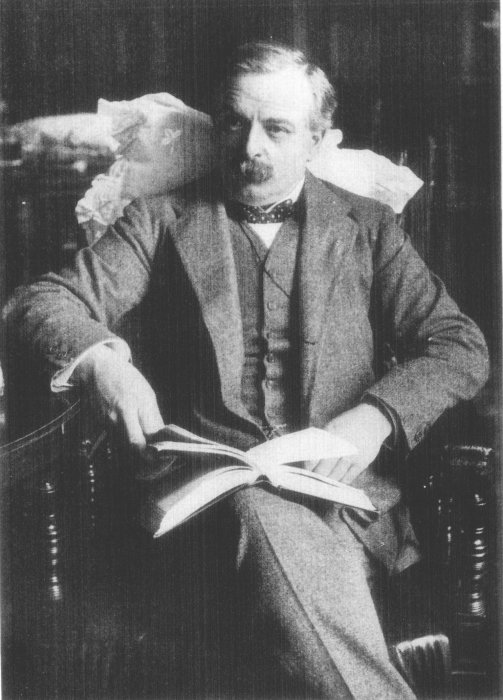
大卫·劳合·乔治

联合政府倒台后，劳合·乔治在政坛还有一定影响力，不少人都预言，终有一日他会再度拜相，但这个预言最终没有实现。在大选开始前，他和H·H·阿斯奎斯重归于好，两人在大选中联手反对斯坦利·鲍德温。1924年大选中，鲍德温领导的保守党大获全胜，不少支持联盟政府的保守党人都加入鲍德温内阁，如奥斯丁·张伯伦和伯肯赫德勋爵（Lord Birkenhead）。
1926年，劳合·乔治接替阿斯奎斯为自由党党魁。此时自由党已大不如前，沦为国会中的第三大党，但他还是拿出资金资助自由党国会议员候选人，鼓励人们提出减少失业率的意见。經濟學家梅納德·凱恩斯協助他寫成“我們能征服失業問題”（We can Conquer Unemployment）一書。他在書中提出用凱恩斯主義的經濟政策解決這一問題。然而，這無補於事，在1929年大選中，自由黨只取得60個席位，而工黨則成為下院內的最大黨派，其黨魁拉姆齊·麥克唐納上臺出任首相。同年，勞萊·喬治以55年的議員生涯成為下院之父（Father of the House）。

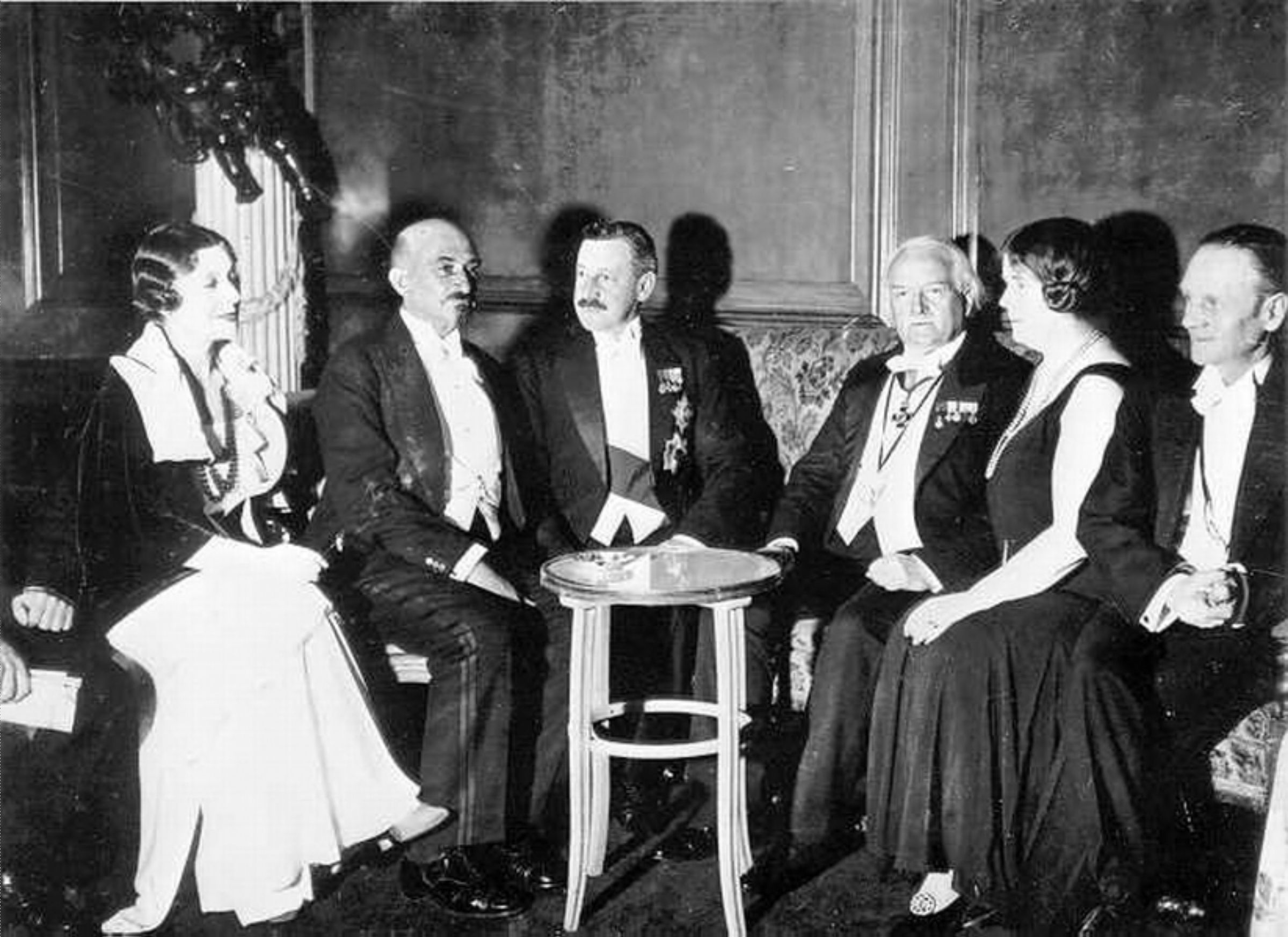
魏茨曼伉儷、赫伯特·塞缪尔、劳合·乔治及斯诺登伉儷

1931年，工党党魁麥克唐納组成第二次国民政府，但劳合·乔治因病没有加入政府。大选来临之前，他试图说服其他自由党人退出国民政府，但只有很少人听从，当中大部分都是与他有关联的人。大部分自由党人，在接下来的一年里，在赫伯特·塞缪尔爵士（Sir Herbert Samuel）的领导下，继续和工党合作。到了20世纪30年代，劳合·乔治已经淡出政坛，偶尔出现在公众视野内。在此期间，他出版他的战时回忆录。劳合·乔治在1934年至1935年间出任伦敦威尔士人信托会（London Welsh Trust）的主席。
1935年1月17日，劳合·乔治提出一个经济改革方案，名为“劳合·乔治的新政”，名从罗斯福新政，当中含有凯恩斯主义的成分。首相麥克唐納请求他将方案呈交至内阁，因此，他在三月呈交一份一百页的备忘录。内阁的下属委员会在四月至六月期间，召开十个会议，讨论方案内容。然而，方案无人支持。至于劳合·乔治加入政府一事，则遭到三分之二的保守党人反对，部分内阁阁员甚至扬言，如果准许劳合·乔治加入，那么他们就会辞职。
1936年9月，勞萊·喬治到希特勒在德國贝希特斯加登的宅邸伯格霍夫拜見這位納粹獨裁者本人。希特勒在自己的相片上簽名，送給勞萊·喬治，還說為見到“勝利者”而高興。而勞萊·喬治則回應道，他為自己能夠收到如此“在生德國偉人”的禮物而感到榮幸。他還參觀德國的公共工程，留下深刻印象。返國後，勞萊·喬治在9月17日的Daily Express上发表文章，文中，他讚揚希特勒，還說“德國人下定決心，不再和我們發生衝突。”他認為希特勒是“德國華盛頓”，又認為希特勒重新武裝德國是爲了防禦，而非發動戰爭，他還認為，蘇俄、德國在十年內不會爆發戰爭，他更認為希特勒是尊敬英國人的，希特勒想和英國人做朋友，而英國領袖卻沒有利用這一點。
1940年5月，劳合·乔治参加人生中最后一场议会辩论 - 挪威辩论（Norway Debate）。辩论中，他猛烈批评首相内维尔·张伯伦，为温斯顿·丘吉尔上台铺平道路。
丘吉尔上台后，邀请劳合·乔治加入内阁，但遭到劳合·乔治以自己无法和枢密院议长的张伯伦合作为由拒绝。劳合·乔治认为英国不太可能在第二次世界大战中胜出。在不列顛戰役完结后的1940年9月，劳合·乔治写信给贝福德公爵（Duke of Bedford），在信中主张与德国和谈。

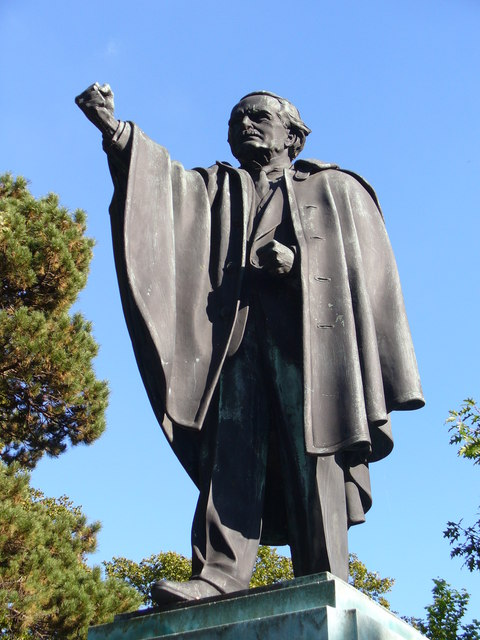
劳合·乔治雕像

1941年5月7日，劳合·乔治发表一段颇为悲观的演说，丘吉尔拿他来和法国总理菲利普·贝当作比较。1942年6月11日，他在下議會发表最后一段演说，而在次年2月18日，他最后一次投票，谴责政府的福利政策。
劳合·乔治颇具特色的政治勇气逐渐为疾病所侵蚀。他保持以往的習慣，經常到位於倫敦Castle Rd.的浸信會禮拜堂，又主持多屆文化節。最後，他回到威爾斯。1944年9月，勞萊·喬治離開Churt，到Tŷ Newydd去。後者是一個農場，離他兒時成長的地方很近。他的身體更加衰弱了。勞萊·喬治那时還在擔任下院議員，但他很有可能在下屆大選失去席位，因為選區发生变动。1945年元旦，他被冊封為德威弗爾的勞萊-喬治伯爵（Earl Lloyd-George of Dwyfor）和卡那封郡德威弗爾的圭内斯子爵（Viscount Gwynedd）。值得注意的是，他的封號中的勞萊與喬治之間是有連字符號的。
勞萊·喬治在升入上院后不久就因癌症於1945年3月26日病逝，享年82歲。他病逝時，有妻子與女兒陪伴在則。在四日后耶穌受難節，他下葬於德威弗爾河畔。
勞萊·喬治的下葬地點有一塊石頭作為標記，但上面沒有碑文。後來，克劳夫·威廉姆斯-埃利斯爵士為他修建墓地，上面刻有勞萊·喬治的侄子威廉·喬治作的碑文。墓地附近是勞萊·喬治博物館，設計者同樣是威廉姆斯-埃利斯爵士，在1963年開始運作。

## 家庭
劳合·乔治风流成性，四處拈花惹草，因此获得一个外号，“山羊”。封他为“山羊”的人是基奇纳伯爵，他在一战期间担任陆军大臣。他说，他之所以尽量不要在内阁说军事机密，是怕内阁阁员回家后把这些机密告诉妻子，但劳合·乔治是个例外，因为他会把这些机密“告诉其他人的妻子”。虽然如此，劳合·乔治一直没有和元配玛格丽特离婚，对她的爱意一直没有改变。1941年1月20日，玛格丽特病逝，劳合·乔治为自己未能在她弥留之际，赶到她身边而懊悔万分。
1943年10月，已有80岁高龄的劳合·乔治不顾子女的反对，娶秘书兼情妇弗朗西丝·史蒂文森（Frances Stevenson）为妻。两人在1910年初次见面，史蒂文森在次年起教导劳合·乔治的女儿。两人的恋情是在1913年初开始的。史蒂文森广为人知的原因是，她后来被出版的日记记载如日中天的劳合·乔治是如何处理各种问题的。劳合·乔治写给史蒂文斯的信后来也被集结出版。
劳合·乔治坚持娶情妇为妻一事，使得他与子女之间的关系一度紧张。他的原配夫人为他诞下五名子女 - 理查德（1889年-1968年），梅尔（1890年-1907年），奥尔温（1892年-1990年），圭内斯（1894年-1967年）及梅根（1902年-1966年），而他的情妇大概只为他诞下一名女婴珍妮弗（1929年-2012年）。
劳合·乔治有两名子女日后从政（三子圭内斯·劳合·乔治，第一代滕比子爵和次女梅根·劳合·乔治），都获选为国会议员。两人对父亲都一直保持着政治上的忠诚。第二次世界大战后，两人都退出自由党（圭内斯加入保守党，而梅根则加入工党），是老自由党衰落的标志。
加拿大历史学家玛格丽特·麦克米伦是劳合·乔治的曾外孙女，专注于研究劳合·乔治在1919年和会中扮演的角色，出版书籍巴黎1919年。而英国电视节目主持人丹·斯诺则是劳合·乔治的曾曾内孙。

## 大众文化
- 在20世纪的英国，有一首广为流传的童谣名叫我的父亲认识劳合·乔治。[44][45]
- Ideal Film Company在1918年拍摄一部以劳合·乔治为主题的传记电影，名为The Life Story of David Lloyd George。[46]
- 20世纪80年代初，BBC制作一部以劳合·乔治的一生为主题的剧集，名为The Life and Times of David Lloyd George。[47]

## 注脚
1. ↑  Martin Pugh, "Lloyd George," in John Cannon, ed. The Oxford Companion to British History, (2002) 583–5
2. ↑  A.J.P.Taylor, "Lloyd George, Rise and Fall" (1961)
3. ↑  Harnden, Toby (2011). "Dead Men Risen: The Welsh Guards and the Real Story of Britain's War in Afghanistan". p. 11. Quercus, 2011
4. ↑  . Ipsos MORI.   [16 August 2012]. （原始内容存档于2011年9月12日）.
5. ↑  . Daily Mail. 21 August 2002  [16 August 2012]. （原始内容存档于2017-10-19）.
6. 1 2  Gilbert, David Lloyd George: A Political Life: Organizer of Victory, 1912–1916 (1992)
7. ↑  Gordon Corrigan, "Mud, Blood and Poppycock", (2003), p. 316.
8. ↑  Gordon Corrigan, "Mud, Blood and Poppycock", (2003), pp. 309–11.
9. ↑  Gordon Corrigan, "Mud, Blood and Poppycock", (2003), p. 317.
10. ↑  Gordon Corrigan, "Mud, Blood and Poppycock", (2003), pp. 322–3.
11. ↑  Havighurst, pp. 134–5.
12. ↑  The Times (11 December 1918), p. 8.
13. ↑  Havighurst, p. 151
14. ↑  Norman Davies, "Lloyd George and Poland 1919–1920" in Journal of Contemporary History, Vol. 6, No. 3, 132–154 (1971), doi:10.1177/002200947100600309
15. ↑  British Economic and Social History 1700-1964 by C.P. Hill
16. 1 2  Mastering Economic and Social History by David Taylor
17. 1 2  Foundations of the Welfare State by Pat Thane
18. 1 2 3 4 5  A History of Wales by John Davies
19. ↑  The Five Giants: A Biography of the Welfare State by Nicholas Timmins
20. ↑  Mastering Modern World History by Norman Lowe, second edition
21. ↑  Disability, sport, and society: an introduction by Nigel Thomas and Andy Smith
22. ↑  Welfare Services in the Netherlands and United Kingdom by Sita Radhakrishnan
23. ↑  Hamilton, Mary Agnes. . 1941.
24. ↑  Britain Between The Wars 1918–1940 by Charles Loch Mowat
25. ↑  Social Services: Made Simple by Tony Byrne, BA, BSc(Econ.), and Colin F. Padfield, LLB, DPA(Lond)
26. ↑  Pearce, Malcolm; Stewart, Geoffrey. . Routledge. 2002. ISBN 0-415-26869-9.
27. ↑  . London Welsh Centre website. London Welsh Centre. 2010  [4 February 2011]. （原始内容存档于2011年7月20日）.
28. ↑  Jones, pp. 238–239.
29. 1 2  Jones, p. 239.
30. ↑  Jones, p. 247.
31. 1 2  Jones, p. 248.
32. ↑  Colin Cross (ed.), Life with Lloyd George: The Diary of A. J. Sylvester (Macmillan, 1975), p. 281.
33. ↑  David Reynolds, From World War to Cold War: Churchill, Roosevelt, and the International History of the 1940s (Oxford University Press, 2006), p. 79.
34. ↑  Paul Addison, The Road to 1945. British Politics and the Second World War (London: Pimlico, 1994), pp. 224–225.
35. ↑  John Grigg, "Lloyd George, the people's champion, 1902–1911", Eyre Methuen, 1978, p. 146.
36. ↑  Gordon Corrigan, "Mud, Blood and Poppycock", (2003), p. 309.
37. ↑  Ruth Longford, "Frances, Countess Lloyd George: more than a mistress", Gracewing Publishing, 1996, p. 6.
38. ↑  Ruth Longford, "Frances, Countess Lloyd George: more than a mistress", Gracewing Publishing, 1996, p. 1.
39. ↑  Ruth Longford, "Frances, Countess Lloyd George: more than a mistress", Gracewing Publishing, 1996, pp. 11–12.
40. ↑  Ruth Longford, "Frances, Countess Lloyd George: more than a mistress", Gracewing Publishing, 1996, p. 12.
41. ↑  Ruth Longford, "Frances, Countess Lloyd George: more than a mistress", Gracewing Publishing, 1996, pp. 154–6.
42. ↑  Jennifer Longford, Memories of David Lloyd George, 2001, accessed on Lloyd George Society website （页面存档备份，存于） 2010-10-05
43. ↑  "Next generation takes charge", Financial Times, 25 April 2007, p. 20
44. ↑  Time's staff. . 時代雜誌. 23 June 1961.
45. ↑  Goodlad, Graham; Wells, Tom. . Sempringham publishing. 2010  [7 September 2010]. （原始内容存档于2010年12月31日）. "Copied from the Welsh Liberal Democrats website"
46. ↑  "2010 UK Memory of the World Register （页面存档备份，存于）", United Kingdom National Commission for UNESCO, 2010. Accessed 4 June 2011.
47. ↑  IMDb details （页面存档备份，存于） of "The Life and Times of David Lloyd George" series.

## 进阶阅读
- Cassar, George. Lloyd George at War, 1916–1918 (2009) excerpt and text search （页面存档备份，存于）
- Creiger, Don M. Bounder from Wales: Lloyd George's Career Before the First World War. (1976).
- Fry, Michael G. Lloyd George and Foreign Policy. Vol. 1: The Education of a Statesman: 1890–1916. (1977)
- Gilbert, Bentley Brinkerhoff. David Lloyd George: A Political Life: The Architect of Change 1863–1912 (1987); David Lloyd George: A Political Life: Organizer of Victory, 1912–1916  (1992). a standard scholarly biography
- Grigg, John. Lloyd George 4 vols. (1973–2002), Whitbread Award winner; the most detailed biography; ends Nov. 1918
  - The young Lloyd George (1973); Lloyd George: the people's champion, 1902–1911 (1978); Lloyd George: from peace to war, 1912–1916 (1985); Lloyd George: war leader, 1916–1918 (2002)
- Hattersley, Roy David Lloyd George: The Great Outsider Little Brown (2010)
- Hart, Peter. 1918: A Very British Victory, Phoenix Books, London. 2008. ISBN 978-0-7538-2689-8
- Johnson, Matthew. "The Liberal War Committee and the Liberal Advocacy of Conscription in Britain, 1914–1916," Historical Journal, Vol. 51, No. 2 (Jun., 2008), pp. 399–420 in JSTOR （页面存档备份，存于）
- Jones, Thomas. Lloyd George 1951. short and well-regarded online edition （页面存档备份，存于）
- Lloyd George, David. War Memoirs of David Lloyd George 2 vols. (1933). An unusually detailed and candid record.
- Morgan, Kenneth O. "George, David Lloyd, first Earl Lloyd-George of Dwyfor (1863–1945)", Oxford Dictionary of National Biography, 2004; online
- Murray, B. K. The People's Budget, 1909–1910: Lloyd George and Liberal politics (Oxford University Press 1980)
- Rowland, Peter. David Lloyd George: A Biography (1976), 872pp, detailed but lacking interpretation or synthesis
- Searle, G. R. A New England? Peace and war, 1886–1918 (Oxford University Press 2004), large-scale survey of political and social history
- Taylor, A. J. P. Lloyd George: rise and fall (1961)

### 主要来源
- Cross, Colin, ed. Life with Lloyd George: The Diary of A.J. Sylvester 1975.
- Jones, J Graham. The Lloyd George papers at the National Library of Wales & Other Repositories (National Library of Wales Aberystwyth 2001)
- Lloyd George, David. The Truth About the Peace Treaties. 2 vols. (1938) vol 1 online （页面存档备份，存于）
- Lloyd George, David, War Memoirs of David Lloyd George. 2 vols. (1933). An unusually long, detailed and candid record.
- Lloyd George, David. The Great Crusade: Extracts from Speeches Delivered During the War (1918) 307 pages online edition （页面存档备份，存于）
  - George W. Egerton, "The Lloyd George War Memoirs: A Study in the Politics of Memory," The Journal of Modern History Vol. 60, No. 1 (Mar., 1988), pp. 55–94 in JSTOR
- Morgan, Kenneth O. ed. Lloyd George Family Letters, 1885–1936. 1973.
- Taylor, A. J. P. ed. My Darling Pussy: The Letters of Lloyd George and Frances Stevenson. 1975.
- Taylor, A. J. P. ed. Lloyd George: A Diary by Frances Stevenson. 1971.